# Excursie
Excursie este un film românesc din 2014 regizat de Adrian Sitaru. Rolurile principale au fost interpretate de actorii Eric Aradits, Adrian Titieni. 

## Distribuție
Distribuția filmului este alcătuită din:
- Dan Chișu
- Maria Radu
- Eric Aradits — Eugen
- Adrian Titieni — Tatăl lui Eugen
- Tom Wilson
- Mariela Jugănaru